# 特拉克帕克

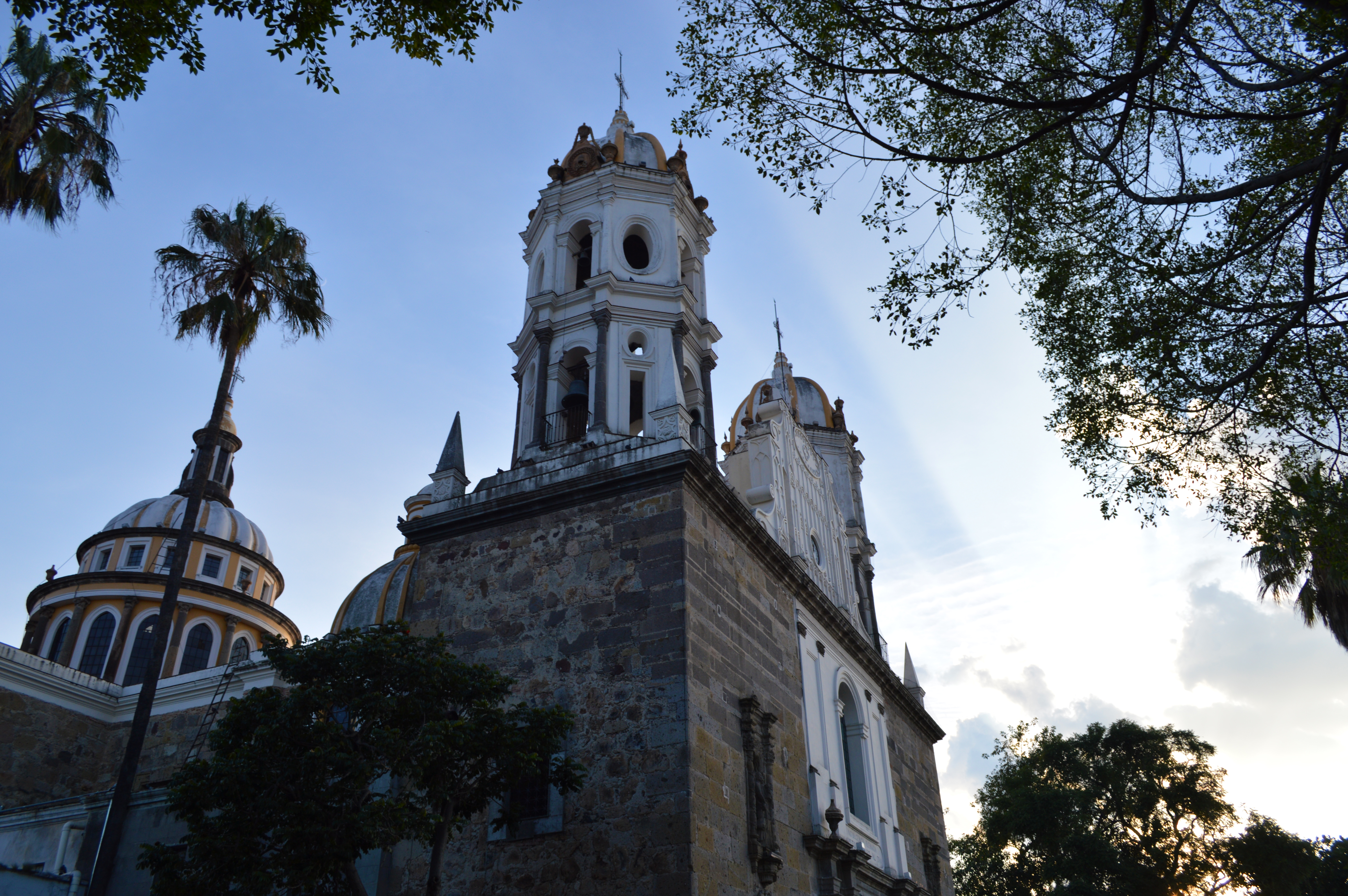
Tlaquepaque

特拉克帕克，是墨西哥哈利斯科州的一个城市。总人口542,051（2005）。
特拉克帕克自治区包含特拉克帕克及周边地区，总面积270.88 km2 (104.59 sq mi)，总人口563,006（2005）。

## 姐妹城市
- 坎昆，墨西哥
- 安地瓜，危地马拉